# Espace de Cartan-Alexandrov-Toponogov
Les espaces de Cartan-Alexandrov-Toponogov ou espaces CAT(k) sont utilisés en géométrie. Ils permettent de définir dans le cadre des espaces métriques une notion de courbure qui relève traditionnellement de la géométrie riemannienne, par le truchement de relations de comparaison dans les triangles géodésiques. Le paramètre k est un réel qui permet de quantifier cette comparaison : on peut ainsi dire de certains espaces métriques qu'ils forment un espace CAT(k) pour un réel k donné. Les espaces CAT ont été dénommés ainsi par le géomètre Mikhail Gromov pour honorer les mathématiciens Élie Cartan, Alexandre Alexandrov et Victor Toponogov (en).

## Motivation: comparaison des triangles dans les variétés riemanniennes

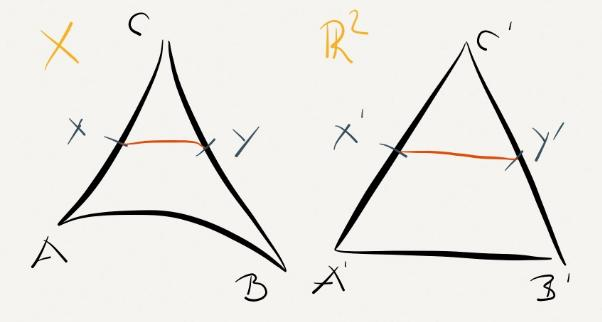
Illustration du théorème de comparaison de Toponogov : le triangle de gauche, en courbure négative, est plus "fin" que son homologue euclidien

La géométrie riemannienne fournit à la fois les espaces modèles auxquels les espaces CAT(k) sont comparés, et le principe de cette comparaison.
Les espaces modèles sont les espaces de courbure sectionnelle constante égale à k, et qui sont simplement connexes. On montre que pour k>0 il s'agit d'une sphère de rayon {\displaystyle {\frac {1}{\sqrt {k}}}}, pour k<0 c'est un espace hyperbolique et pour k=0 c'est l'espace euclidien.
Sur une variété riemannienne générale on peut étudier la forme des triangles géodésiques et la comparer à la forme des triangles des espaces de référence.
Le théorème de comparaison de Toponogov fournit un résultat global
de comparaison : lorsqu'on dispose d'un encadrement de la courbure sectionnelle entre deux constantes m et M, on peut encadrer (du moins si le triangle n'est pas « trop gros ») la longueur du troisième côté
entre la valeur qu'elle aurait sur une variété de courbure constante m et celle sur une variété de courbure constante M. La question de la paternité de ce résultat est assez complexe, mais il apparaît dans sa version finale en 1959.

## Définition des espaces CAT(k)
On considère un nombre réel k et l'espace modèle {\displaystyle M_{k}} correspondant.
Soit un espace métrique géodésique (E,d). Cet espace est qualifié d'espace CAT(k) si, pour chaque triangle géodésique T rejoignant trois points x,y,z de E,
il existe un triangle de comparaison T' dans l'espace modèle {\displaystyle M_{k}} vérifiant 
- les côtés de T et de T' sont tous les trois de même longueur ;
- les distances entre tous les points de T sont inférieures aux distances entre les points homologues de T'.

Plus précisément, pour k>0, on ne considère dans cette définition que les triangles T de périmètre inférieur à deux fois le diamètre de l'espace modèle {\displaystyle M_{k}}.
Bien évidemment, puisque la comparaison se fait dans un seul sens, un espace CAT(k) est également CAT(k') pour tout k'>k.